# Пчелинская
Пчелинская — деревня в Шабалинском районе Кировской области России. Входит в состав Новотроицкого сельского поселения.

## География
Деревня находится в западной части Кировской области, в пределах Волжско-Ветлужской равнины, в подзоне южной тайги, на расстоянии приблизительно 26 километров (по прямой) к северо-западу от Ленинского, административного центра района. Абсолютная высота — 165 метров над уровнем моря.
Климат
Климат характеризуется как континентальный, с продолжительной холодной снежной зимой и умеренно тёплым коротким летом. Среднегодовая температура — 1,6 °C. Средняя температура воздуха самого холодного месяца (января) составляет −13,8 °C; самого тёплого месяца (июля) — 17,5 °C . Безморозный период длится 89 дней. Годовое количество атмосферных осадков — 721 мм, из которых 454 мм выпадает в тёплый период.

## Население
| 2010 |
| ---- |
| 3    |

Половой состав
По данным Всероссийской переписи населения 2010 года в гендерной структуре населения мужчины составляли 66,7 %, женщины — соответственно 33,3 %.
Национальный состав
Согласно результатам переписи 2002 года, в национальной структуре населения русские составляли 100 % из 5 чел.